# Александр Яннай II
Александр Яннай II — иудейский царевич из династии Хасмонеев, сын Аристобула II.

## Биография
В 67 году до н. э., когда борьба за престол между братьями Гирканом II и Аристобулом II окончилась временным примирением, Александр женился на своей кузине Александре, дочери Гиркана. После взятия Иерусалима Помпеем в 63 году он, его родители, братья и сестры были отправлены в Рим в качестве военнопленных. Александр бежал с пути и, вернувшись в Иудею, пытался силой оружия свергнуть римское владычество. Пользуясь затруднительным положением, в котором находились тогда римляне, принужденные бороться с волнениями среди арабов, Александр принял меры к восстановлению иерусалимских укреплений, разрушенных Помпеем, хотя его действиям препятствовали оставленные в стране римские гарнизоны и слабость царя Гиркана. Затем он обеспечил за евреями владение крепостями Александрионом, Гирканионом и Махероном.
Собрав около себя войско из 10000 легковооруженной пехоты и 1500 человек конницы, Александр в 57 году до н. э. объявил Риму открытую войну. Габиний, прибывший как раз в то время в Сирию в качестве проконсула, немедленно послал против него своего легата Марка Антония, а затем выступил сам с главным войском, численность которого увеличивали романизованные евреи под предводительством полуеврея Антипатра. Александр напрасно старался избежать правильного боя. Близ Иерусалима 3000 человек из его сторонников пали на поле сражения, столько же было взято в плен, а сам он с небольшой оставшейся частью бежал в крепость Александрион. Несмотря на обещание полного прощения, он отверг предложение Габиния о сдаче, и лишь после храброй обороны против соединенных сил Габиния и Марка Антония он сдался на условии сохранения свободы. Это неудачное восстание против римского протектората в Иудее дало возможность римскому правительству ещё более сократить политическую автономию покоренной страны: Габиний лишил Гиркана всякой политической роли и оставил ему только наблюдение за храмом.
Но Александр не терял надежды. В 55 году, после бегства своего отца и брата Антигона из римского плена, он снова задумал восстание против римлян. Пока Габиний временно отсутствовал из Палестины, Александр собрал около себя значительные силы, при помощи которых победил выступившие против него римские отряды и принудил врага отступить к горе Гаризим. Габиний поспешил из Александрии обратно в Палестину, вдобавок, значительная часть сил Александра была отвлечена от него агитацией римского сторонника Антипатра. Оставшись с небольшим отрядом, который не мог противостоять атаке Габиния, Александр бежал с поля битвы при Итабурионе, скорее всего в Сирию. Во время борьбы Помпея с Юлием Цезарем, благоволившим к Хасмонеям, Александр был обезглавлен в Антиохии по приказанию Помпея, сторонники которого в том же году отравили в Риме его отца Аристобула.

## Семья
- Жена Александра, дочь Гиркана II.
- Дочь Мариамна — жена Ирода Великого. Казнена по приказу мужа.
- Сын Аристобул III — в течение краткого срока первосвященник иудейский. Утоплен по приказу Ирода.